# Ariocarpus
Ariocarpus Scheidw. è un genere di piante succulente appartenente alla famiglia delle Cactacee, diffuso in Texas e nel Messico.

## Descrizione
Quasi tutte le specie sono appiattite all'apice, dotate di un robusto apparato radicale a fittone, e tubercoli assai robusti, che in alcune specie diventano simili a formazioni rocciose.

## Tassonomia
Il genere comprende le seguenti specie:
- Ariocarpus agavoides (Castañeda) E.F.Anderson
- Ariocarpus bravoanus H.M.Hernández e E.F.Anderson
- Ariocarpus × drabi Halda & Sladk.
- Ariocarpus fissuratus (Engelm.) K.Schum.
- Ariocarpus kotschoubeyanus (Lem.) K.Schum.
- Ariocarpus retusus Scheidw.
- Ariocarpus scaphirostris Boed.
- Ariocarpus trigonus (F.A.C.Weber) K.Schum.

## Coltivazione
La sua coltivazione è possibile usando un terriccio molto poroso e drenante composto da terra pomice e lapillo e pietrisco grossolano. La posizione richiesta è di pieno sole con modiche annaffiature in estate, che andranno sospese del tutto nel periodo invernale.
La riproduzione avviene per seme in primavera depositando i semi in un letto di terriccio e inerti (come Lapillo, Pomice, Pozzolana), che andrà mantenuta umidità e a una temperatura di circa 21 °C fino alla germinazione. Un altro metodo di riproduzione è l'innesto di tubercolo.